# Chrysopodes figuralis
Chrysopodes figuralis är en insektsart som först beskrevs av Banks 1915.  Chrysopodes figuralis ingår i släktet Chrysopodes och familjen guldögonsländor. Inga underarter finns listade i Catalogue of Life.